# パラダイムノベルス
パラダイムノベルス (PARADIGM NOVELS) は、パラダイムより刊行されていた日本のジュブナイルポルノノベルスレーベルである。

## 概要
パラダイムノベルスは、美少女ゲームなどのアダルトゲームの作品を原作とする挿絵付きジュブナイルポルノのノベルスレーベルとして、1996年7月に創刊された。同社創業以来の主力商品として、鬼畜系から純愛系やハーレム系など幅広いゲーム作品をノベライズしており、2013年11月までに計536作品が刊行されている。なお、シリーズ作や上下巻などの関係上、各作品に与えられている整理番号(No.)は、刊行された順序と必ずとも一致していない。
ジュブナイルポルノの特性上、明確に成人向け作品として扱われない場合もあるものの、パラダイムノベルスにおいては2009年5月刊行分より「18禁マーク」が一部の作品には添付されている。同5月の配本を例に挙げると、『SiN 黒朱鷺色の少女 後編』は指定マークなし、『もしもこんなショッピングモールがあったら!?いきます☆ 入場編』と『恋の恋 Others 〜れんのこい・あざーず〜』では指定マークありとなっている。
2013年12月以降は新規の刊行がなく、本レーベル終了は明言されていないものの、暫くは同社の「ぷちぱら文庫」が事実上の後継レーベルとなっていた。ぷちぱら文庫は、パラダイムノベルスとほぼ共通のコンセプトで2009年10月に創刊された文庫レーベルであり、同レーベルに主力を移して新刊がリリースされていたが、2015年12月に新たな新書レーベル「KiNG novels（キングノベルス）」が創刊された。

## 作品一覧
- 番号 - パラダイムノベルスにおけるナンバリング。番号順と刊行順序は完全に合致しない場合もある。
- タイトル - 書籍の題名。原作ゲームの題名とは異なる場合がある（表記は基本的にパラダイムノベルスに準拠）。
- 著者 - 小説の作者。原作ゲームのシナリオ担当者とは異なる場合がある。
- 原画家 - 基本的に原作ゲームの原画家が「原画」クレジットとなる。挿画の場合は「画」クレジットとなり、原作ゲームの原画担当者とは異なる場合がある。
- 原作メーカー - 原作ゲームのメーカー名、ブランド名、レーベル名（表記は基本的にパラダイムノベルスに準拠）。
- 備考 - 同一シリーズの他タイトルおよび全巻数など。

|     | タイトル                                                             | 著者         | 原画家                                            | 原作メーカー                   | 備考      |
| --- | -------------------------------------------------------------------- | ------------ | ------------------------------------------------- | ------------------------------ | --------- |
| 01  | 悪夢                                                                 | 前薗はるか   | 飛鳥ぴょん                                        | スタジオメビウス               |           |
| 02  | 脅迫                                                                 | 清水マリコ   | リバ原あき                                        | アイル                         |           |
| 03  | 痕〜きずあと〜                                                       | 前薗はるか   | 水無月徹                                          | リーフ                         |           |
| 04  | 慾 〜むさぼり〜                                                      | 破夜魔騎士   | 葉沢武梓                                          | May-Be SOFT TRUSE              |           |
| 05  | 黒の断章                                                             | 花園乱       | 吉澤友章                                          | Abogado Powers                 |           |
| 06  | 淫従の堕天使                                                         | 清水マリコ   | 刳形寿庵                                          | DISCOVERY                      |           |
| 07  | ESの方程式                                                           | 花園乱       | 吉澤友章                                          | Abogado Power                  |           |
| 08  | 歪み                                                                 | 深町薫       | 葉沢武梓                                          | May-Be SOFT TRUSE              |           |
| 09  | 悪夢 第二章                                                          | 前薗はるか   | 飛鳥ぴょん                                        | スタジオメビウス               |           |
| 010 | 瑠璃色の雪                                                           | 前薗はるか   | リバ原あき                                        | アイル                         | [ 注 2 ]  |
| 011 | 官能教習                                                             | 石井孝子     | こうだぶん                                        | テトラテック                   |           |
| 012 | 復讐                                                                 | 花園乱       | はしくらひろし                                    | クラウド                       |           |
| 013 | 淫Days                                                               | 望月せいこ   | ※記載なし                                         | ルナーソフト                   |           |
| 014 | お兄ちゃんへ                                                         | 布施はるか   | 相川亜利砂                                        | ギルティ                       |           |
| 015 | 緊縛の館                                                             | 村上早紀     | 天乃御剣                                          | XYZ                            | [ 注 4 ]  |
| 016 | 密猟区                                                               | 村上早紀     | ZERO                                              | ZERO                           |           |
| 017 | 淫内感染                                                             | 前薗はるか   | 武藤慶次                                          | ジックス                       |           |
| 018 | 月光獣                                                               | 前薗はるか   | 鋼丸                                              | ブルーゲイル                   |           |
| 019 | 告白                                                                 | 布施はるか   | 啼兎                                              | ギルティ                       |           |
| 020 | Xchange                                                              | 清水マリコ   | 赤崎やすま                                        | クラウド                       |           |
| 021 | 虜2                                                                  | 花園乱       | 広崎悠意                                          | ディーオー                     |           |
| 022 | 飼                                                                   | 深町薫       | 花水城勇輔                                        | 13cm                           |           |
| 023 | 迷子の気持ち                                                         | さとうゆうき | スカイハウス                                      | フォスター                     |           |
| 024 | ナチュラル AnotherStory                                              | 清水マリコ   | たもりただぢ                                      | フェアリーテール               |           |
| 025 | 放課後はフィアンセ                                                   | 布施はるか   | 海豹かずま                                        | スィートバジル                 |           |
| 026 | 骸 〜メスを狙う顎〜                                                  | 村上早紀     | ※記載なし                                         | SAGA PLANETS                   |           |
| 027 | 朧月都市                                                             | 武藤レイ     | 梁川理央                                          | GOODESSレーベル                |           |
| 028 | Shift!                                                               | 雑賀匡       | 中北晃二                                          | Trush                          |           |
| 029 | いまじねぃしょんLOVE                                                 | 破夜魔騎士   | まるごと林檎                                      | U･Me SOFT                      |           |
| 030 | ナチュラル 〜身も心も〜                                              | 清水マリコ   | たもりただぢ                                      | フェアリーテール               |           |
| 031 | キミにSteady                                                         | さとうゆうき | 稲葉よしき                                        | ディーオー                     |           |
| 032 | DIVI･DEAD ディヴァイデッド                                           | 森野一角     | うちだまさたか                                    | シーズウェア                   |           |
| 033 | 紅い瞳のセラフ                                                       | 桜川ありす   | 天乃御剣                                          | BISHOP                         |           |
| 034 | MIND マインド                                                        | 平手すなお   | 宇宙帝王                                          | まんぼうSOFT                   |           |
| 035 | 錬金術の娘                                                           | 島津出水     | あきよしよしあき                                  | BLACK PACKAGE                  |           |
| 036 | 凌辱 〜好きですか?〜                                                 | 清水マリコ   | あらきひろあき                                    | アイル                         |           |
| 037 | My Dear アレながおじさん                                             | 村上早紀     | 鋼丸                                              | ブルーゲイル                   |           |
| 038 | 狂師 ねらわれた制服                                                  | 花園乱       | 赤崎やすま                                        | クラウド                       |           |
| 039 | UP!                                                                  | 破夜魔騎士   | ※記載なし                                         | U･Me SOFT                      |           |
| 040 | 魔薬                                                                 | 雑賀匡       | ※記載なし                                         | FLADY                          |           |
| 041 | 臨界点                                                               | 王八大       | 犬・よしき                                        | スィートバジル                 |           |
| 042 | 絶望 〜青い果実の散花〜                                              | 前薗はるか   | 平木直利                                          | スタジオメビウス               | [ 注 9 ]  |
| 043 | 美しき獲物たちの学園 明日菜編                                        | 前薗はるか   | Hide18                                            | ミンク                         |           |
| 044 | 淫内感染 真夜中のナースコール                                        | 平手すなお   | 武藤慶次                                          | ジックス                       |           |
| 045 | My Girl                                                              | 清水マリコ   | さくらめーる                                      | Jam                            |           |
| 046 | 面会謝絶                                                             | 島津出水     | 卓太郎                                            | シリウス                       |           |
| 047 | 偽善                                                                 | 高橋恒星     | ※記載なし                                         | ダブルクロス                   |           |
| 048 | 美しき獲物たちの学園 由利香編                                        | 前薗はるか   | Hide18                                            | ミンク                         |           |
| 049 | せ・ん・せ・い                                                       | 花園乱       | 宮太一郎                                          | ディーオー                     |           |
| 050 | SONNET 〜心かさねて〜                                                | 内藤みか     | 鋼丸                                              | ブルーゲイル                   |           |
| 063 | 略奪 緊縛の館 完結編                                                 | 村上早紀     | 天乃御剣                                          | XYZ                            | [ 注 4 ]  |
| 065 | 淫内感染2                                                            | 前薗はるか   | 武藤慶次                                          | ジックス                       |           |
| 066 | 加奈 〜いもうと〜                                                    | 大倉邦彦     | 米倉けんご                                        | ディーオー                     |           |
| 072 | Xchange2                                                             | 村上早紀     | ※記載なし                                         | クラウド                       |           |
| 075 | 絶望 〜第二章〜                                                      | 前薗はるか   | 平木直利                                          | スタジオメビウス               | [ 注 9 ]  |
| 081 | 絶望 〜第三章〜                                                      | 前薗はるか   | 平木直利                                          | スタジオメビウス               | [ 注 9 ]  |
| 082 | 淫内感染2 鳴り止まぬナースコール                                     | 平手すなお   | 武藤慶次                                          | ジックス                       |           |
| 087 | 真・瑠璃色の雪 〜ふりむけば隣に〜                                    | 前薗はるか   | リバ原あき                                        | アイル【チーム･Riva】          | [ 注 2 ]  |
| 107 | せ・ん・せ・い2                                                      | 花園乱       | 鬼窪浩久                                          | ディーオー                     |           |
| 114 | 淫内感染 午前3時の手術室                                             | 平手すなお   | 武藤慶次                                          | ジックス                       |           |
| 135 | 君が望む永遠 上巻                                                    | 清水マリコ   | バカ王子ペルシャ                                  | アージュ                       |           |
| 141 | 君が望む永遠 下巻                                                    | 清水マリコ   | バカ王子ペルシャ                                  | アージュ                       |           |
| 142 | 家族計画                                                             | 前薗はるか   | 福永ユミ                                          | ディーオー                     |           |
| 223 | MILK・ジャンキー                                                     | 布施はるか   | 辰波陽徳                                          | ブルゲ ON DEMAND               |           |
| 226 | 大好きな先生にHなおねだりしちゃうおませなボクの／私のぷにぷに        | 武藤礼恵     | むにゅう                                          | CAGE                           |           |
| 229 | Xchange3                                                             | 村上早紀     | 赤崎やすま                                        | クラウド                       |           |
| 231 | MILK・ジャンキー2                                                    | 鏡裕之       | 辰波陽徳                                          | ブルゲ ON DEMAND               |           |
| 237 | D.C.P.C. 〜ダ・カーポ〜 プラスコミュニケーション 胡ノ宮環編          | 雑賀匡       | ※記載なし                                         | サーカス                       | [ 注 11 ] |
| 245 | D.C.P.C. 〜ダ・カーポ〜 プラスコミュニケーション 月城アリス編        | 雑賀匡       | ※記載なし                                         | サーカス                       | [ 注 11 ] |
| 246 | ミセス・ジャンキー                                                   | 望月JET      | 辰波陽徳                                          | ブルゲ ON DEMAND               |           |
| 253 | D.C.P.C. 〜ダ・カーポ〜 プラスコミュニケーション 彩珠ななこ編        | 雑賀匡       | ※記載なし                                         | サーカス                       | [ 注 11 ] |
| 257 | D.C.P.C. 〜ダ・カーポ〜 プラスコミュニケーション 紫和泉子編          | 雑賀匡       | ※記載なし                                         | サーカス                       | [ 注 11 ] |
| 261 | D.C.P.C. 〜ダ・カーポ〜 プラスコミュニケーション 工藤叶編            | 雑賀匡       | ※記載なし                                         | サーカス                       | [ 注 11 ] |
| 277 | D.C.P.C. 〜ダ・カーポ〜 プラスコミュニケーション 霧羽香澄編          | 雑賀匡       | ※記載なし                                         | サーカス                       | [ 注 11 ] |
| 279 | MILK・ジャンキー3                                                    | 鏡裕之       | 辰波陽徳                                          | ブルゲ ON DEMAND               |           |
| 295 | Piaキャロットへようこそ!!G.O. あやのの絆                             | 沖田和彦     | きみづか葵、ひなた睦月、 フミオ、水瀬凛、村上水軍 | カクテル・ソフト / FANDC.CO.JP | [ 注 12 ] |
| 303 | Piaキャロットへようこそ!!G.O. 小春びより                             | 沖田和彦     | きみづか葵、ひなた睦月、 フミオ、水瀬凜、村上水軍 | カクテル・ソフト / FANDC.CO.JP | [ 注 12 ] |
| 311 | Piaキャロットへようこそ!!G.O. 留美の未来図                           | 沖田和彦     | きみづか葵、ひなた睦月、 フミオ、水瀬凜、村上水軍 | カクテル・ソフト / FANDC.CO.JP | [ 注 12 ] |
| 352 | ほしフル 〜星藤学園天文同好会〜 約束のものがたり 〜瑠歌編〜          | 村上早紀     | 池上茜                                            | F&C･FC01                       | [ 注 13 ] |
| 360 | ほしフル 〜星藤学園天文同好会〜 あなただけ見つめてる 〜琴音編〜      | 村上早紀     | 池上茜                                            | F&C･FC01                       | [ 注 13 ] |
| 363 | 炎の孕ませ同級生 上巻                                                | 深町薫       | 空色月色                                          | SQUEEZ                         | [ 注 14 ] |
| 371 | 炎の孕ませ同級生 下巻                                                | 深町薫       | 空色月色                                          | SQUEEZ                         | [ 注 14 ] |
| 388 | D.C.II 〜ダ・カーポII〜 風見学園演劇部1 ななか・小恋                 | 桑原文彦     | ※記載なし                                         | サーカス                       | [ 注 15 ] |
| 395 | D.C.II 〜ダ・カーポII〜 風見学園演劇部2 由夢・美夏                   | 桑原文彦     | ※記載なし                                         | サーカス                       | [ 注 15 ] |
| 404 | D.C.II 〜ダ・カーポII〜 風見学園演劇部3 音姫・杏                     | 桑原文彦     | ※記載なし                                         | サーカス                       | [ 注 15 ] |
| 407 | D.C.II P.C. 〜ダ・カーポII〜 プラスコミュニケーション まゆきの空     | 沖田和彦     | ※記載なし                                         | サーカス                       | [ 注 17 ] |
| 415 | D.C.II P.C. 〜ダ・カーポII〜 プラスコミュニケーション 茜への贈り物   | 沖田和彦     | ※記載なし                                         | サーカス                       | [ 注 17 ] |
| 423 | D.C.II P.C. 〜ダ・カーポII〜 プラスコミュニケーション 夜中のまひる   | 沖田和彦     | ※記載なし                                         | サーカス                       | [ 注 17 ] |
| 431 | D.C.II P.C. 〜ダ・カーポII〜 プラスコミュニケーション 麻耶とともだち | 沖田和彦     | ※記載なし                                         | サーカス                       | [ 注 17 ] |
| 439 | D.C.II P.C. 〜ダ・カーポII〜 プラスコミュニケーション エリカの星     | 沖田和彦     | ※記載なし                                         | サーカス                       | [ 注 17 ] |
| 444 | 巨乳ファンタジー 上巻                                                | 鏡裕之       | Q-GaKu                                            | Waffle                         |           |
| 447 | D.C.II P.C. 〜ダ・カーポII〜 プラスコミュニケーション 永遠のアイシア | 沖田和彦     | ※記載なし                                         | サーカス                       | [ 注 17 ] |
| 452 | 巨乳ファンタジー 下巻                                                | 鏡裕之       | Q-GaKu                                            | Waffle                         |           |
| 473 | 巨乳魔女 上巻                                                        | 鏡裕之       | Q-GaKu、只野あきら                                | Waffle                         |           |
| 481 | 巨乳魔女 下巻                                                        | 鏡裕之       | Q-GaKu、只野あきら                                | Waffle                         |           |
| 501 | 巨乳ファンタジー外伝 上巻                                            | 鏡裕之       | Q-GaKu、深泥正                                    | Waffle                         |           |
| 509 | 巨乳ファンタジー外伝 下巻                                            | 鏡裕之       | Q-GaKu、深泥正                                    | Waffle                         |           |
| 528 | 巨乳ファンタジー2 魔乳辺境篇                                         | 鏡裕之       | Q-GaKu、深泥正                                    | Waffle                         | [ 注 18 ] |
| 529 | 巨乳ファンタジー2 貴乳争乱篇                                         | 鏡裕之       | Q-GaKu、深泥正                                    | Waffle                         | [ 注 18 ] |
| 530 | 特別授業3                                                            | 田中珠       | 水島☆多也、玄野トモアキ、かなみ                   | BISHOP                         |           |
| 531 | 毎日しゃぶっていいですか? 〜一部屋-魔乳家族〜                        | 田中珠       | 望月望                                            | OLE-M                          |           |
| 532 | 大催眠                                                               | 春風栞       | 日陰影次、皇祐介、吉野恵子                        | Liquid                         |           |
| 533 | 売淫令嬢 〜周芳院櫻子の罪穢〜                                        | 島津出水     | リバ原あき                                        | アイル【チーム・SOIF】         |           |
| 534 | 牝教師3 〜淫悦の学舎〜 灯子編                                        | 布施はるか   | カガミ、水島☆多也、玄野トモアキ                   | BISHOP                         | [ 注 19 ] |
| 535 | 牝教師3 〜淫悦の学舎〜 千里編                                        | 布施はるか   | カガミ、水島☆多也、玄野トモアキ                   | BISHOP                         | [ 注 19 ] |
| 536 | メイドさんとボイン魂                                                 | 雑賀匡       | 佐野俊英                                          | G.J?                           |           |